# Déli zuzmószövő
A déli zuzmószövő (Eilema caniola) a kvadrifid bagolylepkefélék családjába tartozó, Európában, Nyugat-Ázsiában és Északnyugat-Afrikában honos éjjeli lepkefaj. 

## Megjelenése
A déli zuzmószövő szárnyfesztávolsága 26-35 mm. Feje és gallérja sötétsárga, némi szürkés szőrzettel; tora és potroha ezüstszürke, csak a hím rövid farpamacsa sárgás. Lábai és csápjai szürkék, sárgás pikkelyekkel. Az elülső szárny elülső szegélye finoman ívelt, a szárny erősen nyújtott, hegyes. A szárny alapszíne ezüstös fényű szürke, az elülső szegély  világossárga, de ez a sáv gyakran elmosódik, előfordulnak teljesen egyszínű példányok is. A szárny éle néha narancssárgás. A hátulsó szárny selymes fehér, rojtja halványsárga vagy fehéres. Az elülső szárny fonákja sötétszürkén behintett, szegélye világos, a csúcsnál a világos sáv kiszélesedik; illatpikkelyfolt nincsen. A hátulsó szárny fonákja fehéressárga, az elülső szegély sötét behintése erős, gyakran középre is átterjed.
Változékonysága nem számottevő.
Petéje kerekded, halványsárgás színű.    
Kifejlett hernyója szürke, szürkésbarna, vörösbarna; hátán két, szaggatott, narancssárga foltokból álló csík húzódik. Szőrzete halványszürke. Bábja zömök, vörösbarna.

### Hasonló fajok
A közönséges zuzmószövő és a fakó zuzmószövő hasonlít hozzá.

## Elterjedése
Európában, Északnyugat-Afrikában, Kis-Ázsiában és a Közel-Keleten honos. Magyarországon országszerte megtalálható. 

## Életmódja
Sziklalejtők, sziklás gyepek, bozótosok, útszélek, falvak, külvárosok (főleg ahol zuzmós, mohás háztetőket talál) lakója. 
Délen évente három (április-május, június-július, augusztus-szeptember), északabbra kettő vagy egy nemzedéke nő fel. Éjszaka aktív, vonzódik a mesterséges fényhez. Hernyója a köveken, betonon, fakérgen megtelepedett zuzmókkal, kisebb mértékben mohákkal, élő és holt növényi anyagokkal táplálkozik. Hernyóként telel át, majd a következő év tavaszán bebábozódik. 

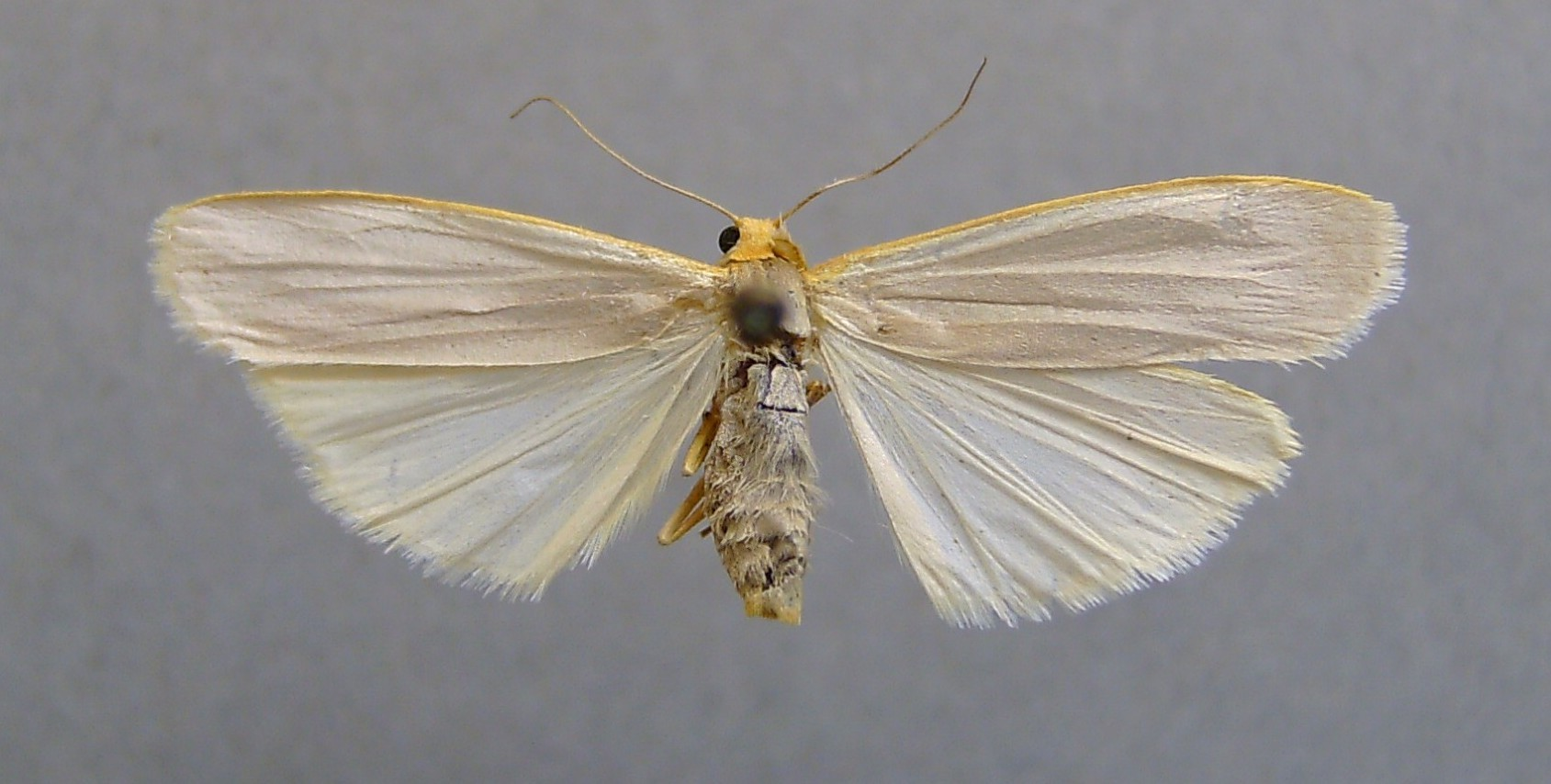
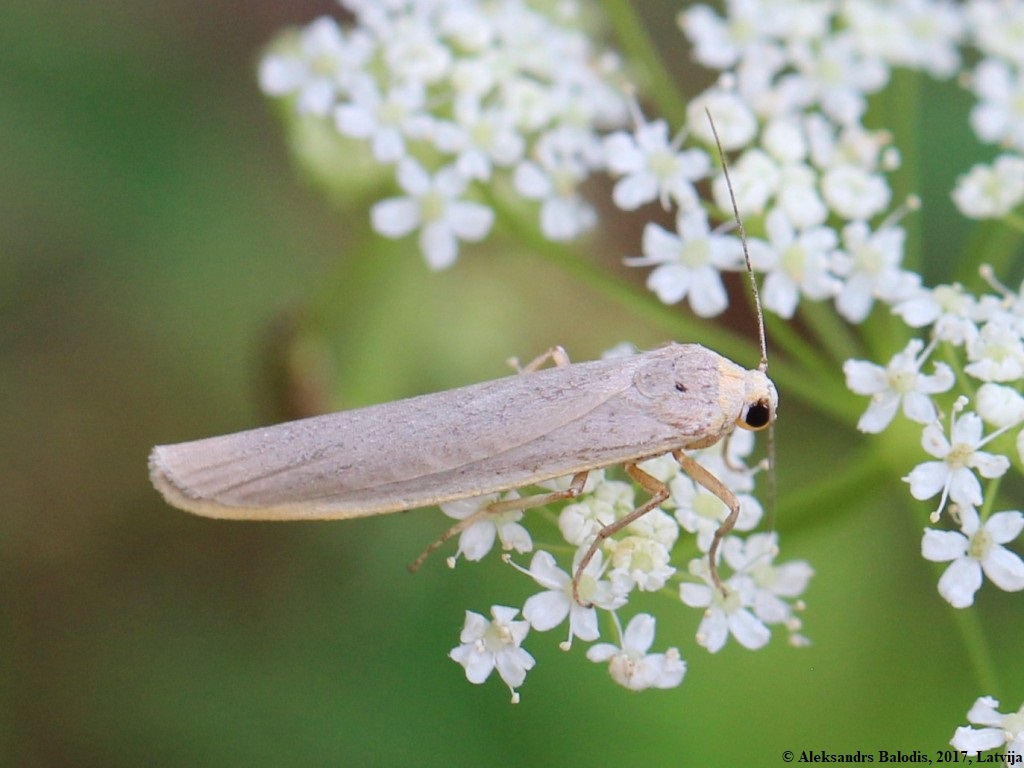
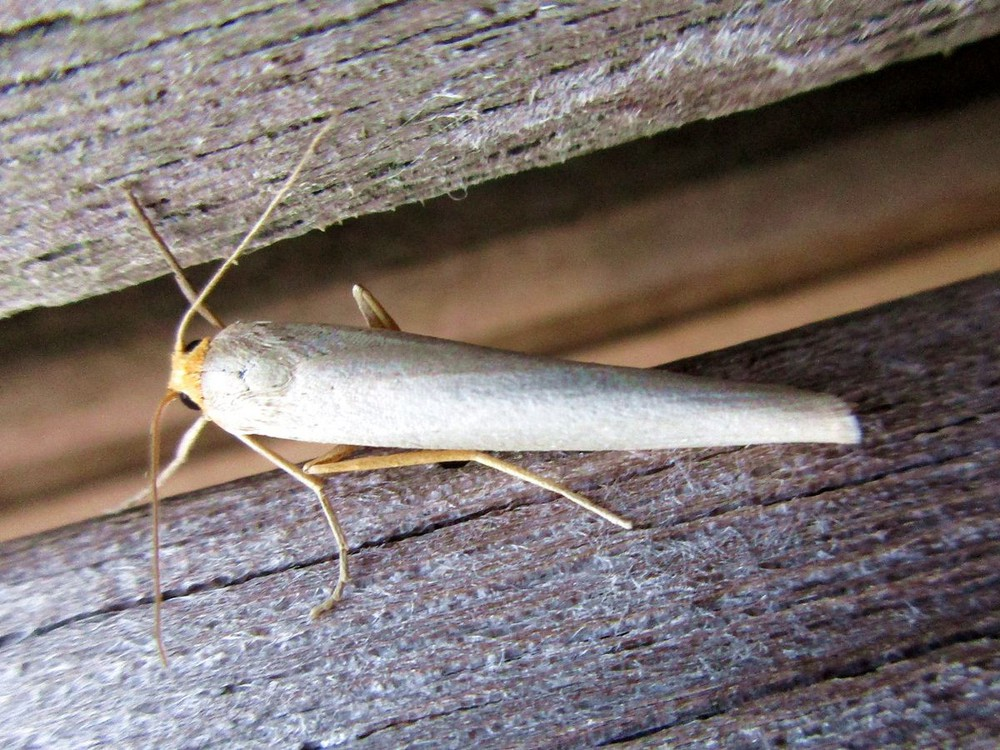
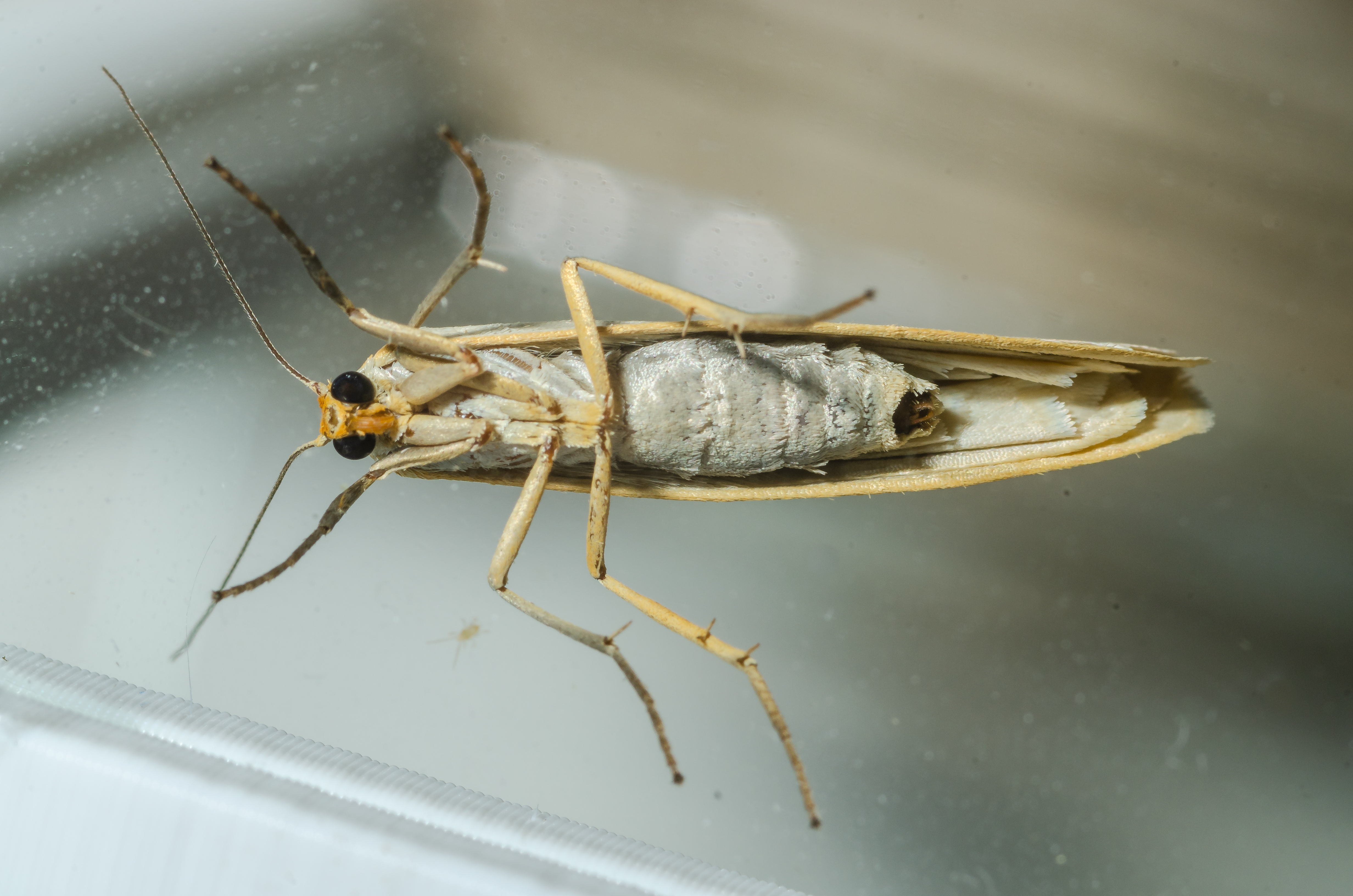
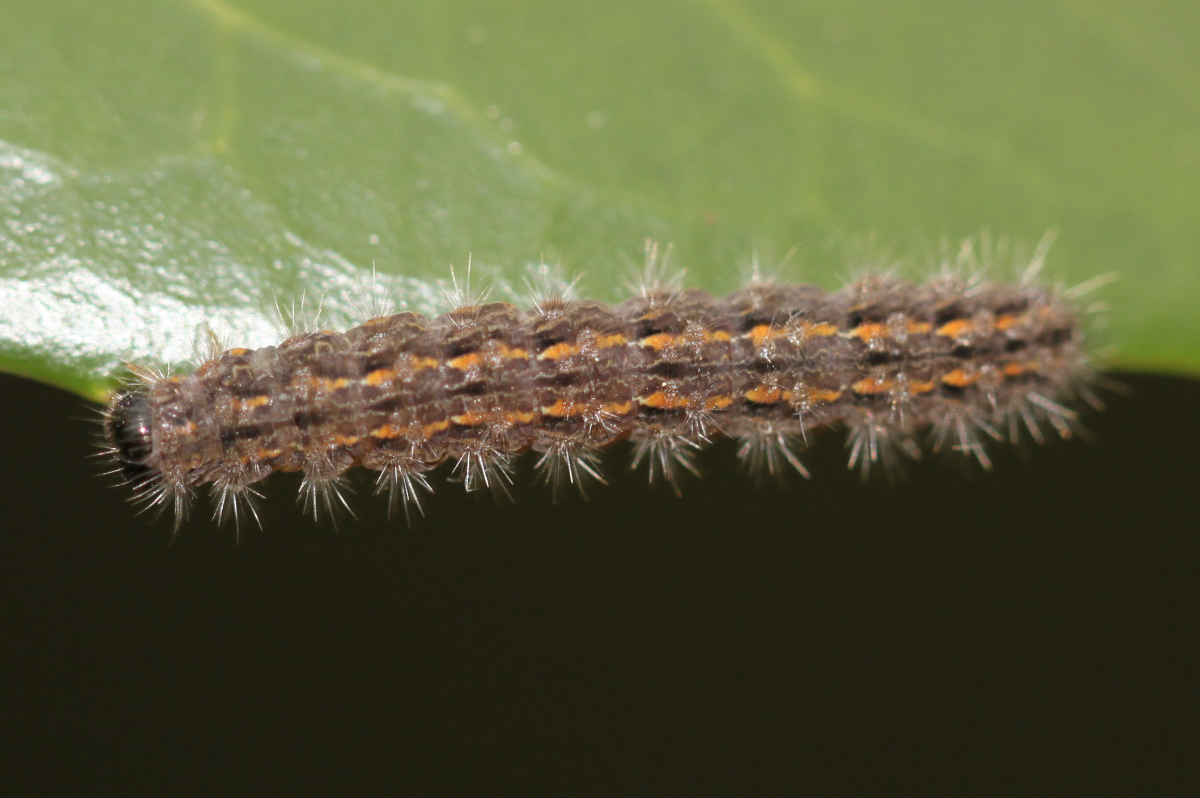

Magyarországon nem védett. 